# Hillel Neuer
Hillel C. Neuer (en hebreo: הלל נוייר‎) es un abogado internacional y escritor canadiense, director ejecutivo UN Watch, una organización no gubernamental de derechos humanos y grupo de vigilancia de la Organización de Naciones Unidas con sede en Ginebra, Suiza.
Neuer es director fundador de la Cumbre de Ginebra para los Derechos Humanos y la Democracia, una coalición de 25 ONGs de alrededor del mundo. Ha escrito sobre derecho, política y asuntos internacionales enInternational Herald Tribune, Juriste International, Commentary, The New Republic, Christian Science Monitor, y el Centro de Jerusalén para Asuntos Públicos.
Neuer fue seleccionado como uno de los "100 personajes judíos más influyentes en el mundo" por el periódico israelí Maariv, y por el Algemeiner Journal en 2017. Es un defensor vocal de Israel y crítico de las acciones del Consejo de Derechos Humanos de las Naciones Unidas.